# Gartèmpa
Gartempe (en francès Gartempe) és una localitat i comuna de França, a la regió de la Nova Aquitània, departament de la Cruesa.
La seva població al cens de 1999 era de 132 habitants. Està integrada a la Communauté de communes de Guéret-Saint-Vaury.

## Demografia
| 1968 | 1975 | 1982 | 1990 | 1999 |
| ---- | ---- | ---- | ---- | ---- |
| 188  | 165  | 157  | 124  | 132  |

## Administració
| Període   | Identitat         | Partit |
| --------- | ----------------- | ------ |
| 2001-2008 | Michel Berry      |        |
| 2008-     | Jean Claude Rouet |        |